# Fromental
Den här artikeln handlar om orten. För växten fromental, se knylhavre.
Fromental är en kommun i departementet Haute-Vienne i regionen Nouvelle-Aquitaine i västra Frankrike. Kommunen ligger i kantonen Bessines-sur-Gartempe som tillhör arrondissementet Bellac. År 2022 hade Fromental 517 invånare.

## Befolkningsutveckling
Antalet invånare i kommunen Fromental
| Referens: INSEE |